# Ocularia flavovittata
Ocularia flavovittata är en skalbaggsart som beskrevs av Stefan von Breuning 1940. Ocularia flavovittata ingår i släktet Ocularia och familjen långhorningar.
Artens utbredningsområde är Gabon. Inga underarter finns listade i Catalogue of Life.